# 研三 (航空機)

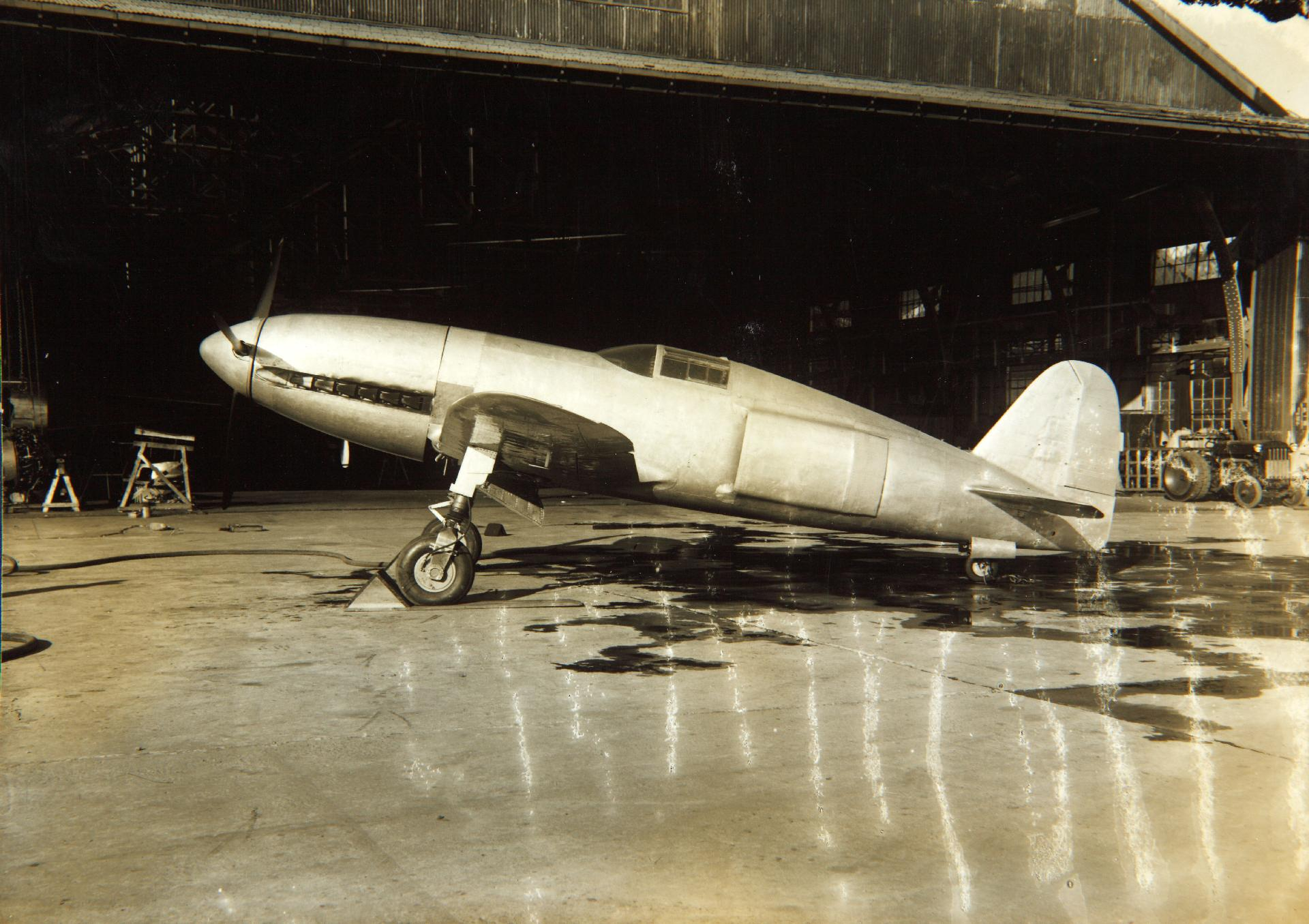
研三

研三（けんさん）は、東京帝国大学航空研究所（以下、航研）が基本設計し、川崎航空機が製造した日本陸軍の高速研究機。試作番号はキ78。研究用の一号機「研三中間機」と、速度記録用の二号機を製作する予定だったが、一号機の開発中に太平洋戦争に突入し、戦局の悪化もあり二号機は製作されなかったので、通常「研三」と言えば一号機のことを指す。

## 開発の経緯
1939年（昭和14年）秋、陸軍は将来の高速戦闘機開発の参考にするため、世界速度記録更新を目標とする速度記録機の研究を航研に依頼した。
航研は、まず最高速度700 km/h程度の一号機を製作し、その開発及び実験データを基に速度記録用の二号機を製作することにした。これを、長距離記録機「航研機」、高高度実験機「ロ式B型」に次ぐ航研三番目の研究機として「研三」と通称し、一号機はあくまで速度記録機への橋渡しということで「研三中間機」と呼ばれた。
1940年（昭和15年）1月、山本峰雄所員を設計主任とした研三委員会を組織し、一号機の基礎設計を開始した。エンジンにはダイムラー・ベンツ DB 601を選定した。実機製作は液冷エンジン機製作の経験が豊富で、同エンジンのライセンス生産も手掛ける川崎航空機が担当することになった。
1940年4月、航研の基礎設計を基に、川崎側の設計主務者井町勇技師らが製作準備を進め、1941年（昭和16年）3月から実機設計開始。同年5月にモックアップが完成。翌1942年（昭和17年）8月に設計を終了、同年11月には試作機が完成する。

## 技術的特徴

### エンジン
最高速度700 km/hを達成するには、空気抵抗の少ない胴体形状にできる、前面投影面積の小さい液冷列型の2,000馬力級エンジンが求められた。
しかし国産ではこの要件定義に適うエンジンが無かったので、ライセンス生産の見本用にドイツから輸入していたダイムラー・ベンツDB601Aa 液冷倒立V型12気筒エンジン（離昇1,175馬力）を改造して使用した。主な改造箇所は、回転数の増加（毎分2500回転から毎分2700回転へ）、過給器インペラの直径増大及び回転数増加によるブーストアップ、純メタノール噴射、バルブオーバーラップの増大など。これにより最大出力は1,550馬力に向上、計算上の最高速度は686 km/hが可能となった。
また、本来DB601の過給器は流体継手（フルカン継手）を用いて高度に応じて無段変速する仕組みになっていたが、低高度しか飛ばない研三用に、速度に応じて手動で三段階に変速する方式に変更された。過給器の空気取り入れ口は空気抵抗を減らすために、Bf109や飛燕のような機首側面に張り出す方式を避けて、左主翼付け根前縁に開口した。
排気管は、排気の余剰エネルギーを補助推力として用いる推力排気式のものが採用された。なお、この排気管は、テスト中に一度改修によって形状が変更されている。
エンジン架はマグネシウム鍛造の一体構造としたので、アルミ合金製の半分程度に軽量化できた。

### 主翼
翼断面に谷一郎所員が研究中の層流翼型「LB翼」を採用。主翼前縁にリベットの凹凸が有ると、そこで気流が乱れ層流翼の効果が低下するので、分厚い外板を小骨と隙間無く組み付け、付け根だけをリベットで固定した。ピトー管も前縁を避け、左翼上下面に取り付けられた。
研究段階では段差やリベットを無くすために、主翼全体を鋳造の一体構造にする案もあったが、強度に問題があるため採用を見送り、一般的な前後二本の主桁を持つセミモノコック構造とした。主桁には超々ジュラルミンSSD合金を使用し軽量化と耐久性の両立を図っている。操縦翼面は高速飛行時に大きな負荷がかかる補助翼のみ金属張りとし、他は羽布張りとした。
主翼面積は11.0 m2と小さく、翼面荷重は200 kg/m2前後にもなるので、着陸速度が高くなることが懸念された。そこで着陸速度を160 km/h以下に収める為に世界初の親子式フラップを採用した。親フラップはスロッテッド式、連動する子フラップはスプリット式となっていた。

### ラジエーター
操縦席後方胴体両側面に縦長の空気取り入れ口を持つ、高さ50 mm程の張り出しを設け、その中に前後二段の小型ラジエーターを埋め込み式に取り付けた。後方の空気排出口にはフラップがあり、通風量を調整できた。
またラジエーター装備位置の胴体上下面は外板を二重構造とし、外板と内張りの間に冷却液を通し外気で冷却する補助的な表面冷却器になっていた。同様の仕組みでエンジンフェアリングはエンジンオイルの表面冷却器を兼ねていた。

### キャノピー
空気抵抗削減のため、風防は曲げ加工を施したプラスチックを組み合わせて曲面構成にした。天蓋もプラスチック製だが、開閉式ではなく、蝶ねじで固定するだけになっていた。天蓋を装着すると視界が悪化し、更に操縦席内に熱気がこもるので、ほとんどの飛行試験は天蓋を外したまま行われた。

## 飛行試験概要
1942年（昭和17年）12月26日、各務原飛行場にて初飛行に成功するが、引込脚の動作不良、エンジンオイルの温度過昇が発生した。1943年（昭和18年）1月17日から行われた二回目以降の飛行試験でも、プロペラピッチ可変機構の故障、計器類の不調、昇降舵のフラッター発生等不具合が発生し、その都度改修を加えていった。特にエンジンオイルの冷却不足はエンジンフェアリングの表面冷却器だけでは対応しきれず、4つあるラジエータの内一つをオイルクーラーに変更する等、数回に渡って改修を要した。
飛行特性は、各舵の効きも良く、宙返りや横転もこなせたが、離陸時にプロペラトルクの反作用で左に傾く癖があった。着陸速度は親子式フラップの効果が大きく155 km/hにまで抑えられたが、層流翼故の失速の早さに備え、170 km/hで接地を行うようにした。
また非常に高い上昇性能を示したが、全力での上昇試験は行っていないので記録上の上昇率は19.1 m/秒にとどまる。しかしテストパイロットによると計器読みで30 m/秒に達したことがあると言う。
1943年（昭和18年）10月5日の第二十四回飛行試験でエンジンに振動が発生したため、二度目のエンジン換装を行ったのを最後に大きなトラブルは発生せず、12月には全速試験を開始した。12月27日、第三十一回目の飛行試験は、機体表面の凹凸をカバーする為、部分的なパテ埋めと、全面塗装を施し、風防天蓋を装着した状態で行い、計器指示速度682 km/hを出し、計器誤差修正した真速度は日本のレシプロ機中最速となる699.9 km/hを記録した。
1944年（昭和19年）1月11日、第三十二回目の飛行試験が最後の飛行となった。その後、陸軍航空審査部の多摩飛行場に移動する予定だったが、着陸速度が高く降下角が深く取れない研三には、多摩飛行場周囲の雑木林が障害になること等から実行せず、そのまま各務原飛行場で終戦を迎えた。
その後、進駐してきた米軍の車両に踏み潰されてスクラップにされる研三の写真が残されている。

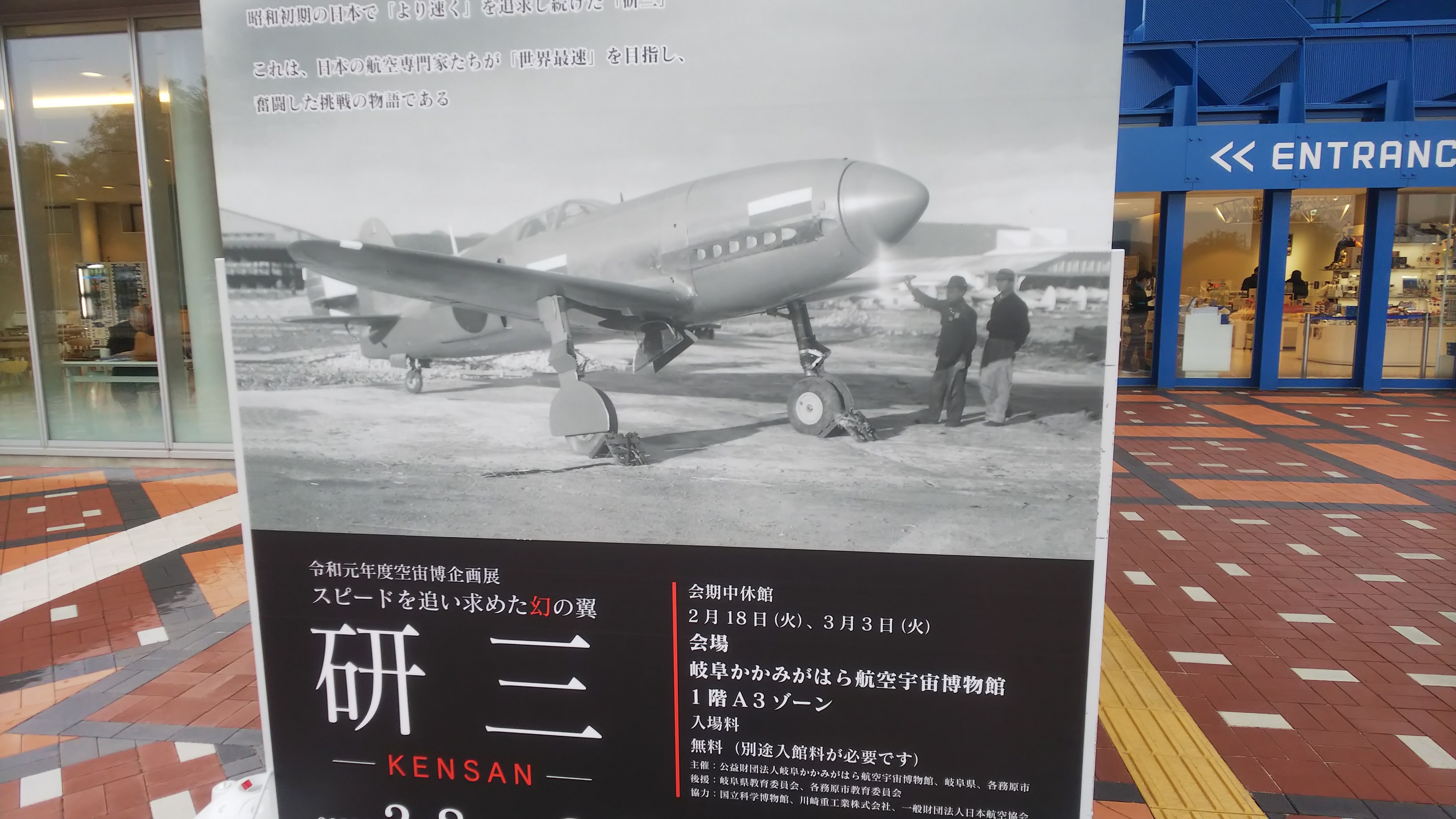
各務原航空博物館の「研三」展

2020年、設計を担当した東京帝国大学航空研究所員の山本峰雄（1903年 - 1979年）の家族が国立科学博物館に寄贈した資料から、第三十一回試験飛行の模様を撮影した映画フィルムが発見され、同年2月に岐阜かかみがはら航空宇宙博物館で公開された。公開に伴い開催された企画展では、研三の胴体部の実物大模型も製作・展示されている。

## 諸元
| 通称       | 研三中間機                |
| 試作名称   | キ78                      |
| 全幅       | 8.00 m                    |
| 全長       | 8.10 m                    |
| 全高       | 3.20 m                    |
| 主翼面積   | 11.0 m2                   |
| 主車輪間隔 | 3.04 m                    |
| 自重       | 1,930 kg                  |
| 全備重量   | 2,424 kg                  |
| 発動機     | DB601A改（最大1,550馬力） |
| 最大速度   | 699.9 km/h（高度3,527 m） |
| 上昇限度   | 8,000 m                   |
| 航続距離   | 600 km                    |
| 乗員       | 1名                       |

## 研三第二号機
世界速度記録更新用として最大速度800 - 850 km/hを目標に開発する予定だったが、一号機開発の遅れ、戦局の悪化等で構想のみで終わり、具体的な設計は行われていない。構想段階では二基のDB601を結合させた液冷X型あるいはH型24気筒3,000馬力級のエンジンを搭載する予定であり、主翼はアルミもしくはマグネシウムの鋳造翼で、可変後退翼の装備や無尾翼機とすることも考えられていた。また、ジェットエンジンの搭載も計画されていた。当初の計画では1941年9月設計開始、1942年3月完成を目指していた。